# Halanonchus macramphidus
Halanonchus macramphidus är en rundmaskart som beskrevs av Benjamin G. Chitwood 1936. Halanonchus macramphidus ingår i släktet Halanonchus och familjen Trefusiidae. Inga underarter finns listade i Catalogue of Life.